# Federico Carrizo
Federico Carrizo, argentinski nogometaš, * 17. maj 1991, Villa Giardino, Argentina.
Trenutno je član paragvajskega kluba Cerro Porteño.